# Christoph Gedschold
Christoph Gedschold (* 1977 in Magdeburg) ist ein deutscher Dirigent und Korrepetitor. Seit 1. August 2022 ist er Musikdirektor der Oper Leipzig.

## Leben
Gedschold sang als Schüler im Chor des Magdeburger Doms, wo bereits seine Mutter Almuth Gedschold Klavier gelernt hatte. Gedschold studierte in den 1990ern Klavier und Dirigieren an der Hochschule für Musik und Theater „Felix Mendelssohn Bartholdy“ Leipzig und an der Hochschule für Musik und Theater Hamburg bei Christof Prick.
Ab 2002 war Gedschold Kapellmeister und Korrepetitor am Luzerner Theater und arbeitete beim Lucerne Festival für Claudio Abbado, Mariss Jansons und Pierre Boulez. 2005 assistierte er Ulf Schirmer bei den Bregenzer Festspielen und wechselte ans Staatstheater Nürnberg. 2009 wurde er Erster Kapellmeister am Badischen Staatstheater Karlsruhe.
Gedschold debütierte 2014 an der Oper Leipzig und wurde dort ein Jahr später Kapellmeister. Seit der Spielzeit 2022/2023 ist er Musikdirektor im Leitungsteam des Intendanten Tobias Wolff.
Im Mai 2023 wurde bekannt, dass Gedschold ab Spielzeit 2024/2025 Chefdirigent der Kopenhagener Philharmoniker sein wird.
Gedschold ist regelmäßiger Gastdirigent an der Semperoper Dresden und der Hamburgischen Staatsoper. Außerdem dirigierte er Gastspiele beim kanadischen Orchestre symphonique de Montréal, dem Sinfonieorchester Basel und Neuen Philharmonieorchester Japan.
Gedschold ist auch als freier Redner tätig, unter anderem bei freien Trauungen, und Hobby-Koch. Er spricht auch Englisch und Italienisch. Er ist verheiratet.

## Diskografie
- Georg Schumann: Symphony in B minor. Prize-winning symphony (1887), Münchner Rundfunkorchester, 2012, Co-Musikproduktion. DNB 1026430992